# Antanifotsy
Antanifotsy je osmi po veličini grad Madagaskara od 65 444 stanovnika u sredini otoka, administrativni centar Distrinkta Antanifotsi u Regiji Vakinankaratra (Provinciji Antananarivo).
Antanifotsy na malagaškom znači gdje je zemlja bijela, je jedan od većih općina u zemlji od 327 km² .

## Povijest
Većinsko stanovništvo Antanifotsyja su Merine koji su se tu povukli nakon kraljevskih progona sredinom 19. st.

U Antanifotsiju je od kraja 19. st. počela djelovati norveška luteranska vjerska škola. Tako da su danas većina stanovnika protestanti, ali ima i dosta katolika
Prvi dobri primjerak betafita (vrsta pegmatita) pronađen je kod Antanifotsyja a opisao ga je francuski minerolog Antoine Lacroix 1922.

## Zemljopisne i klimatske karakteristike
Antanifotsi leži u gornjem toku rijeke Onive, koja ga dijeli na dva dijela
na nadmorskoj visini od 1470 m u Centralnom gorju. Smješten je između Masiva Ankaratra (vrhovi; Ambatondrangahi (2 379 m), Betampona (2 052 m) sa sjevero zapada i Masiva Vohidraj s istoka. Vahidraj sa svojim vrhovima od preko 2000 m, služi mu kao brana od monsunskih vjetrova s Indijskog oceana, tako da ima relativno malo kiša.
Antanifotsy je udaljen 112 km južno od glavnog grada Antananarivo nacionalnom cestom br. 7 i oko 55 km od  Antsirabea.
Antanifotsy ima vruću tropsku klimu, s dva različita godišnja doba; toplim i vlažnim koji traje od prosinca do travnja, kad je prosječna dnevna temperatura oko 30 °C i drugom od svibnja do lisopada kad je nešto hladnije i suho.

## Gospodarstvo
Antanifotsy je središe poljoprivrednog kraja u kojem se stanovništvo bavi uzgajem riže, kukuruza i krumpira i stočarstvom
goveda, svinje i preradom drva (oko 30.000 hektara šuma)

## Gradovi prijatelji
- Francuska: La Possession (Réunion)[2]

## Vanjske poveznice
- [neaktivna poveznica] (engl.)
- Antsiranana na portalu madagascar-vision Antanifotsy (République de Madagascar) na portalu lapossession  Arhivirana inačica izvorne stranice od 16. studenoga 2008. (Wayback Machine) (fr.)